# White Hart Lane
White Hart Lane var et fodboldstadion i Tottenham, som lå i den nordlige del af London. Stadionet blev opført i 1899 og var hjemmebane for Tottenham Hotspur til 2017. Efter adskillige renoveringer (før 2017) var kapaciteten på 36.284 tilskuere.
Ud over at huse Tottenham har White Hart Lane også været benyttet som hjemmebane for Englands landshold. I de tidlige 1960'ere kunne stadionet rumme 70.000, men efterhånden som sidepladser blev indført på engelske fodboldstadion, er maksimumskapaciteten faldet betydeligt. Tilskuerrekorden blev sat under en kamp mod Sunderland i FA Cupen den 5. marts 1938, hvor tilskuertallet blev opgjort til 75.038.
Tottenham Hotspur erstattede White Hart Lane med Tottenham Hostpur Stadium i 2019 med en tilskuerkapacitet på 62,850. Stadionet er bygget hvor White Hart Lane lå, så man derved undgår at flytte væk fra Haringey, hvor klubben har holdt til i over 125 år. Sidste kamp på stadion, var en Premier League hjemmekamp imod Manchester United, i maj, som Tottenham vandt 2-1.

## Historie
I 1899 flyttede Tottenham Hotspur, som dengang var kendt som The Hotspur Football Club, til White Hart Lane. Man fik ved hjælp fra den lokale gartner, John Over, omdannet en nedlagt planteskole, som var ejet af det nu nedlagte bryggeri, "Charringtons" til en brugbar fodboldbane. Spurs medbragte mobile tribuner, som de havde brugt på deres tidligere stadion, hvormed der blev plads til 2.500 tilskuere. Den første kamp på White Hart Lane blev en hjemmesejr på 4-1 over Notts County med omkring 5.000 tilskuere, som blev vidne til den første kamp og første sejr på den nye hjemmebane.
White Hart Lane undergik en voldsom udvikling i starten af 1900-tallet, hvor arkitekten Archibald Leitch, stod bag størstedelen af af et kvadratisk stadion med 5.300 sidepladser og et indhegnet ståområde med plads til yderligere 700 fans. Den berømte hane blev placeret på stadionets toppunkt ved slutningen af 1909-1910 sæsonen. Yderligere forbedringer blev foretaget i 1910'erne, hvor den tidligere East stand, der var lavet af træ, blev udskiftet med en udvidet cementtribune, hvormed stadionets kapacitet steg til over 50.000. Stadionet fortsatte med at blive forbedret og takket være præmiepengene fra FA Cup triumfen i 1921, blev både Paxton Road Stand and Park Lane Stand betydeligt forstørret og samtidig blev det meste af tribunerne overdækket.
En kamphane (klubmaskotten) af bronze blev dengang placeret på tribunetaget, og den dag i dag er den stadig at finde på på taget af West Stand, hvor den holder øje med tingenes tilstand. I 1930'erne var fodbold var meget populært, og på trods af at Tottenham ikke havde megen sportslig succes på dette tidspunkt, blev det præsteret at klemme hele 75.038 tilskuere ind på White Hart Lane til en FA Cup kamp mod Sunderland i marts 1938. I 1953 blev der opført lysmaster på stadionet. Disse blev siden hen renoveret i 1970'er og løbende forbedret med ny teknologi. I 1950'erne havde Tottenham omsider manifesteret sig som en fast bestanddel af Englands topklubber, hvilket bevirkede at White Hart Lane konstant havde et af de højeste tilskuertal i landet. I perioden mellem 1908 og 1972 var White Hart Lane et af de meget få stadioner i England, der slet ikke havde nogle reklamer.
Den gamle West stand blev totalt nedrevet i 1980 og blev 15 måneder senere erstattet af den nuværende tribune. Under slutningen af 1980'erne blev East Stand gjort i stand så den fik det udseende, som den har i dag. Dette betød i 1992 fjernelse af lysmasterne, og i stedet blev der påsat projektører på East og West stands i 1992. Der blev også opsat sæder på begge nedre dele af disse tribuner, her havde der tidligere havde været ståtribune. Et år senere blev også den nedre halvdel af North Stand omdannet til et "all-seater" område. Taget på North Stand blev forbundet med tagene fra East og West stands. I marts 1995 blev South Stand (på Park Lane) færdiggjort efter omfattende renovering, som medførte, at den første storskærm (en Sony Jumbotron TV) blev sat op. I dag er der to af disse – en over hver straffesparksfelt. Stadionets kapaciteten steg til lidt over 33.000.
| Tribune                       | Kapacitet |
| North Stand - (Paxton Road)   | 10.086    |
| South Stand - (Park Lane)     | 8.633     |
| East Stand - (The Shelf side) | 10.691    |
| West Stand - (High Road)      | 6.890     |
| Total - (White Hart Lane)     | 36.310    |

Opførelsen af den øvre tribune på North Stand, som ligger på Paxton Road, stod færdig i 1998, hvormed stadionets kapacitet steg til lidt over 36.000. Det er i dette format stadionet i dag tager sig ud. Ved årtusindeskiftet satte kapacitetsbegrænsningen gang i diskussion om White Hart Lanes fremtid, eftersom man var kommet til et punkt, hvor stadionet ikke længere kunne udvides. Igennem årene har mange rygter været fremme, herunder muligheden for at flytte til nybyggede Wembley Stadium eller det stadig ufærdige Olympiske Stadion. Den 30. oktober 2008 blev det dog annonceret, at Tottenham har planer om at udvikle sig på sin nuværende placering og mod nord, hvor klubben har opkøbt land. I 2016 begyndte klubben for alvor at opføre det nye stadion, efter at de sidste aftaler og grundkøb, var på plads. I den forbindelse, måtte Tottenham spille med reduceret kapacitet i Premier Leagues 2016-17 sæson, da der skulle være plads i det ene hjørne til at bygge det nye stadion. Den sidste kamp på White Hart Lane, blev den 14. maj 2017, da Tottenham hjemme vandt i en stort anlagt afslutningsceremoni, med 2-1 over Manchester United, i Premier League. Harry Kane, blev sidste Tottenham målscorer på White Hart Lane. Wayne Rooney, blev den sidste spiller nogensinde, til at score på White Hart Lane. Blot 24 efter kampen, blev arbejdet med nedrivningen begyndt og blot 3 måneder senere, i August, var der ingen synlige spor tilbage af stadion.
Tottenham spillede i 2017-18 og det meste af 2018-19 sæsonen på Wembley Stadium, inden man i april 2019 rykkede ind på det nye stadion, Tottenham Hotspur Stadium, der ligger blot få meter mere nordligt end White Hart Lane gjorde, og overlapper således det gamle stadion.

## Galleri
- Luftfoto af "the Lane"
- Udsigt imod syd-vest hjørnet af stadionet
- Udsigt fra East Stand
- Udsigt fra West Stand